# 烏蘭區
烏蘭區是哈薩克斯坦的行政區，位於該國東部，由東哈薩克斯坦州負責管轄，首府設於莫洛焦日內，始建於1928年，面積9,160平方公里，2013年人口40,482。